# عبد الحي العراقي
عبد الحي العراقي (مواليد سنة 1949) هو مخرج أفلام مغربي، قام بإخراج عدة أعمال من بينها أفلام منى صابر وجناح الهوى، والمسلسل التلفزيوني مقطوع من شجرة.

## مسيرته
تخرّج عبد الحي العراقي من كلية لويس لوميير في باريس، ودرس ثالث دورة للسينما في السوربون مع جان روش. بعد أن عمل في مجال الإعلانات والراديو والتليفزيون المغربي، أخرج عدداً من الأفلام القصيرة.
ويعد فيلم منى صابر هو أوّل فيلم طويل له.

## أعماله
- منى صابر: 2002
- ريح البحر: 2006
- جناح الهوى: 2011
- مقطوع من شجرة، مسلسل تلفزيوني: 2015
- حبائل العنكبوت، فيلم تلفزيوني: 2016
- علي يا علي، فيلم تلفزيوني: 2017
- قلب كريم، فيلم تلفزيوني: 2019

## الجوائز

### فاز
- جناح الهوى - جائزة الجمهور في مهرجان مونبلييه لأفلام المتوسط (2012)
- علي يا علي - فاز بالجائزة الكبرى لمهرجان مكناس الثامن للدراما التلفزيونية، وعادت جائزة أحسن دور نسائي لفاطمة الزهراء بناصر عن دور الأم، كما منحت لجنة التحكيم تنويها خاصا للطفل زياد حمان الذي شخص دور علي في الفيلم.[3]

### ترشح
- منى صابر - النجمة الذهبية في المهرجان الدولي للفيلم بمراكش (2001)
- جناح الهوى - جائزة مهر العرب في مهرجان دبي السينمائي الدولي (2011)
- جناح الهوى - الجائزة الكبرى في مهرجان واغادوغو للسينما والتلفزيون الأفريقي (2013)
- جناح الهوى - الجائزة الكبرى في مهرجان صوفيا السينمائي الدولي (2013)

## وصلات خارجية
- عبد الحي العراقي على موقع IMDb (الإنجليزية)
- عبد الحي العراقي على موقع قاعدة بيانات الأفلام العربية
- عبد الحي العراقي على موقع africine
- عبد الحي العراقي على موقع allocine